# استیو بریتکروز
استیو بریتکروز (انگلیسی: Steve Breitkreuz؛ زادهٔ ۱۸ ژانویهٔ ۱۹۹۲) بازیکن فوتبال اهل آلمان است.
از باشگاه‌هایی که در آن بازی کرده‌است می‌توان به باشگاه فوتبال ارتسگبیرگ آئو و باشگاه فوتبال آینتراخت برانشوایگ اشاره کرد.